# Bet el-Wali

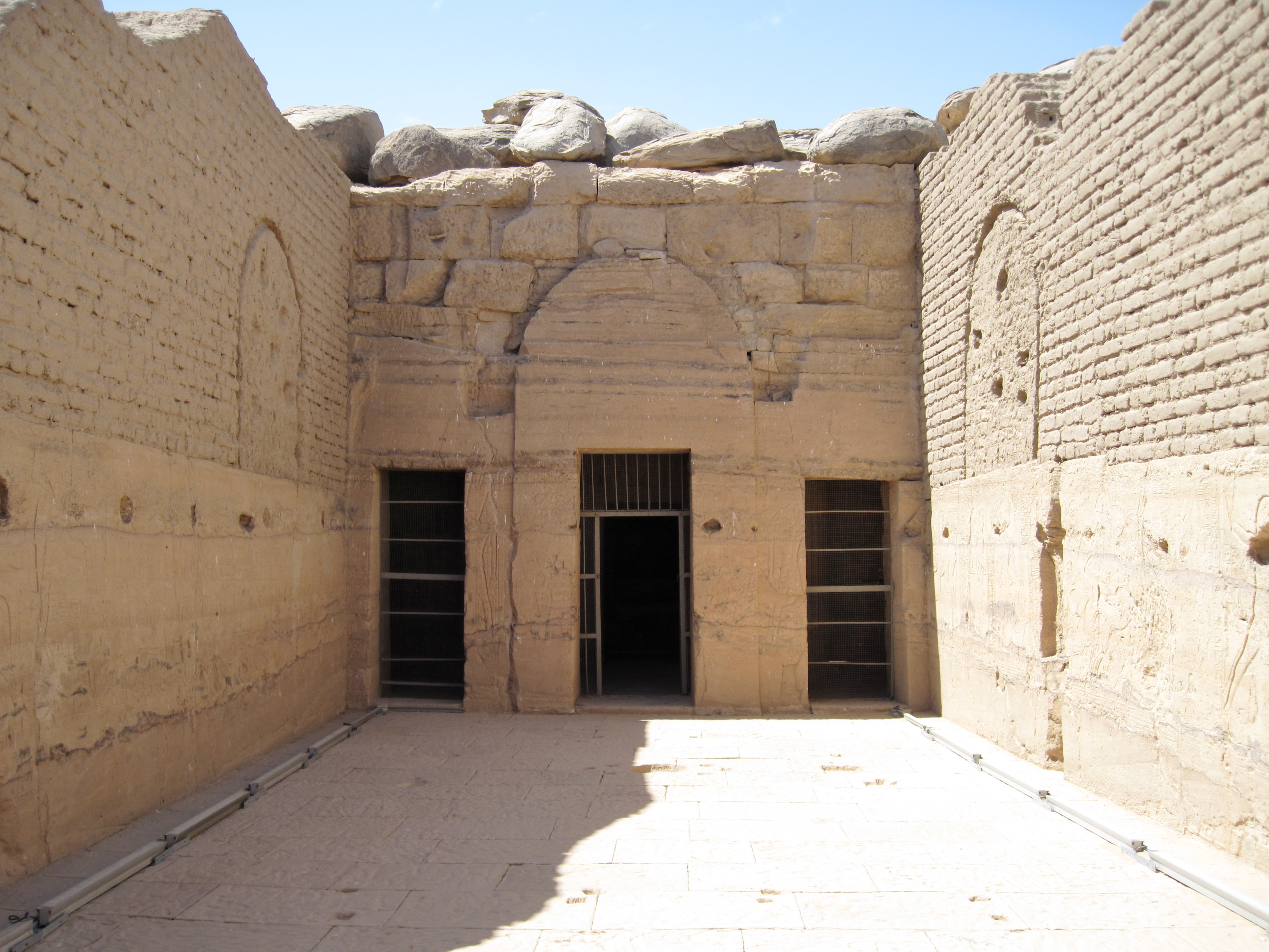
Vorhalle des Felsentempels

Bet el-Wali (arabisch بيت الوالي Bait al-Wālī ‚Haus des Statthalters‘), auch Beit el-Wali oder Dār el-Wali, ist ein altägyptischer Felsentempel aus der Zeit des Neuen Reiches im ägyptischen Unternubien. Der unter König Ramses II. errichtete, den Göttern Amun-Re, Re-Harachte, Chnum, Anukis, Isis und dem vergöttlichten König geweihte Tempel stand bis zum Bau des Assuan-Hochdamms etwa 60 Kilometer südlich von Assuan an der Westseite des Nils, in einem Gebiet, das im Altertum zeitweise Dodekaschoinos („Zwölf-Meilen-Land“) genannt wurde.
Im Zusammenhang mit der Errichtung des Staudamms und der damit verbundenen Überflutung des Standortes durch den Nassersee wurde der Tempel 1964 von einem polnischen Archäologenteam, finanziell unterstützt vom Oriental Institute der Universität von Chicago und dem Schweizerischen Institut für Ägyptische Bauforschung und Altertumskunde in Kairo, in Einzelteile zersägt und abgebaut. Der Wiederaufbau erfolgte von 1965 bis 1969 auf der Insel Neu-Kalabscha etwa einen Kilometer südwestlich der Staumauer des Hochdamms. Dort steht er heute nordwestlich des ebenfalls versetzten Mandulis-Tempels von Kalabscha, beide seit 1979 auf der Weltkulturerbeliste der UNESCO.

## Beschreibung
Ungefähre Koordinaten des ursprünglichen Standortes: 23° 35′ 16″ N, 32° 52′ 00″ O

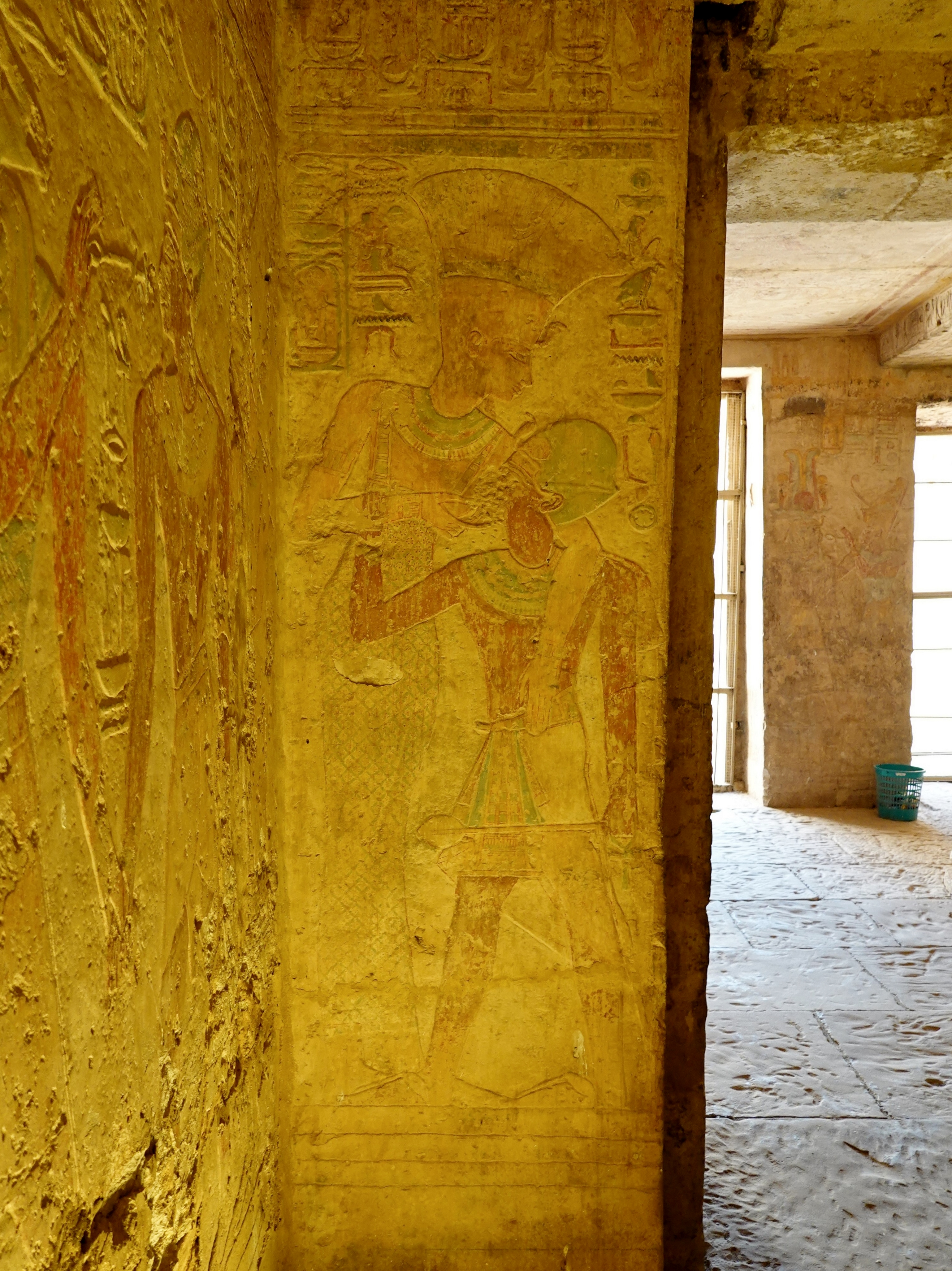
Anukis stillt Ramses II., (Relief im Sanktuar)

Die erste Beschreibung von Bet el-Wali stammt von Johann Ludwig Burckhardt, der Nubien 1813 bereiste. Am 28. März des Jahres erreichte er bei Kalabscha, dem antiken Talmis, an der Südwand eines in die Nilebene mündenden Felsentals die Ruinen des Tempelbaus, deren Name nach seinen Angaben bei den Einheimischen Dar el Waly lautete. Der Felsentempel sei vom Fluss her nicht zu erkennen. In der Nähe erstreckte sich ein Steinbruch, aus dem das Baumaterial für den nur 300 Meter südöstlich von Bet el-Wali unter dem römischen Kaiser Augustus erbauten Mandulis-Tempel von Kalabscha stammte. Von weiteren Besuchen früher Ägyptenreisender im Bet el-Wali zeugen zahlreiche Graffiti.
Vor dem etwa 20 Meter langen und 8 Meter breiten Bet el-Wali befanden sich Türwangen mit Darstellungen Ramses’ II. und einer Beischrift, den Tempel nicht in unreinem Zustand zu betreten. Sie weisen darauf hin, dass vor dem Tempelgebäude wahrscheinlich ein Pylon aus Lehmziegeln mit einem Portal aus Sandsteinquadern stand, der bereits bei der Besichtigung Burckhardts nicht mehr vorhanden war. Die Türwangen sind am heutigen Standort des Tempels auf Neu-Kalabscha als Eingang aufgerichtet. Die dahinter befindliche dromosartige Vorhalle war nach hinten in den Berghang eingeschnitten und ursprünglich mit steinernen Deckenplatten überdacht. Bei der Umgestaltung zu einer koptischen Kirche im 7. Jahrhundert überwölbte man den Raum mit drei parallelen Tonnengewölben aus Lehmziegeln. Davon zeugen die halbkreisförmigen Einarbeitungen im ursprünglich rechteckigen Bildfeld der Rückwand, das Ramses II. bei Opferhandlungen zeigte.
Die Reliefs an den Seitenwänden der Vorhalle, die sich heute unbedacht als Vorhof des Tempels darstellt, zeigen an der Nordwestwand Feldzüge gegen Libyer, Syrer und Beduinen, an der Südostwand die Unterwerfung der Nubier und deren Tribute. Durch die Abnahme von Gipsabdrücken, die der Maler und Zeichner Joseph Bonomi 1826 im Auftrag des Kunstsammlers Robert Hay anfertigte, wurde die Bemalung vollständig zerstört. Kolorierte Kopien der Reliefs befinden sich im Britischen Museum in London. Auffällig ist, dass die Nubier in den einzelnen Bildszenen gemischt sowohl mit rotbrauner wie auch mit schwarzer Hautfarbe dargestellt waren.
Die Nordwestwand weist fünf Szenen mit Darstellungen des Königs auf. An der Seite des Eingangs zum Opfertischraum (links) sitzt Ramses II. unter einem Baldachin und erwartet die von seinen vier Söhnen und hohen Würdenträgern vorgeführten asiatischen Gefangenen, angeführt von seinem ältesten Sohn Amunherwenemef. In der rechts anschließenden Szene unterwirft der König, von einem Hund begleitet, einen Libyer. In der Mitte der Wand überrollt er mit seinem Streitwagen seine nördlichen Feinde. Es folgt die Eroberung einer syrischen Festung, bevor eine Zuführung asiatischer Gefangener, von denen der König bereits einige am Haarschopf hält bzw. auf ihnen steht, den Bildzyklus zum Tempeleingang hin abschließt.
Die Reliefs der Südostwand behandeln zwei Themen, die umfangreicher ausgestaltet wurden, als die Szenen auf der gegenüberliegenden Wand der Vorhalle. Auf der linken, zum Tempeleingang befindlichen Seite schießt Ramses II. auf seinem Streitwagen stehend mit Pfeil und Bogen auf seine nubischen Gegner. Einige von ihnen sind bereits unter dem Pferd des Königs gestürzt dargestellt. Andere fliehen in Richtung eines nubischen Lagers unter Dumpalmen, wo gerade ein Verwundeter, durch zwei Begleiter gestützt, angekommen scheint. Hinter dem König sind in zwei Bildregistern oben der älteste Sohn Ramses’ II. Amunherwenemef und unten der viertgeborene Sohn Chaemwaset dargestellt, die den Vater auf eigenen Streitwagen im Kampf unterstützen. Auf der rechten Wandhälfte, vor dem Eingang zum Opfertischraum, sitzt der König wie auf der gegenüberliegenden Wand unter einem Baldachin. Hier werden ihm von nubischen Tributbringern Abgaben dargebracht, darunter auch lebende Tiere. Dabei steht im oberen Register Amunherwenemef vor einem reich beladenen Schrein und hinter diesem der mit dem Ehrengold ausgezeichnete Amenemope, der Vizekönig von Kusch (Nubien), zwischen zwei ihn salbenden Dienern. Amenemope ist auch im unteren Register dargestellt, mit einer Tragestange mit nubischen Produkten.

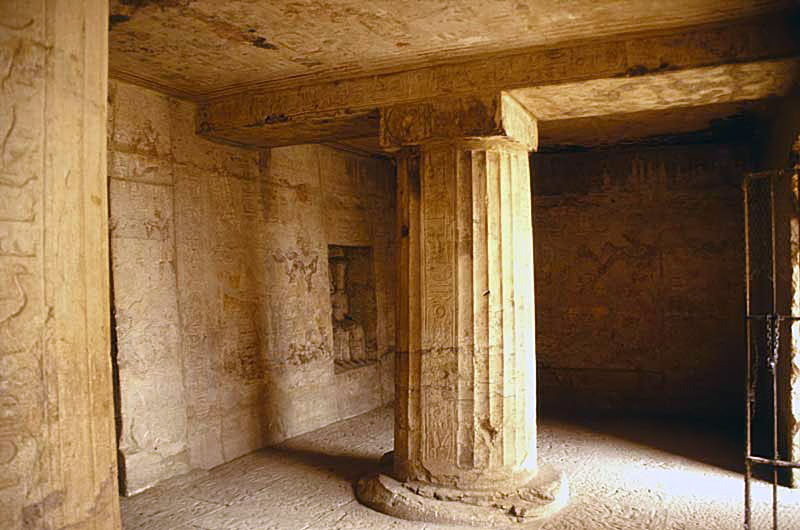
Opfertischraum mit protodorischen Säulen

Drei Portale an der Rückseite der Vorhalle, von denen die beiden seitlichen nachträglich angelegt wurden, führen in den 10,4 × 4,15 Meter großen Opfertischraum. Die Pfeilerinnenseiten der Portale stellen den König in Umarmung mit Horus von Miam (Aniba) und als Empfänger des Lebens durch Atum dar. Der etwa 3 Meter hohe Opfertischraum wird durch zwei architravartige Felsrippen mit diese stützenden protodorischen Säulen unterteilt. Jede der beiden Säulen besitzt zwei Hieroglyphenkolumnen an den Seiten und einen quadratischen Abakus als oberen Abschluss, in den Königskartuschen eingearbeitet sind. Die Farben der Reliefs im Innenraum des Felsentempels sind noch gut erhalten. Die Wanddekoration zeigt Ramses II. beim Erschlagen der nördlichen und südlichen Feinde Ägyptens an der Innenseite der Wand mit den drei Zugängen und bei Opferhandlungen vor diversen Göttern an den Seitenwänden des Opfertischraums. In der Mitte der Decke sind Geier mit ausgebreiteten Flügeln dargestellt, Sinnbild für die Göttinnen Mut und Nechbet.

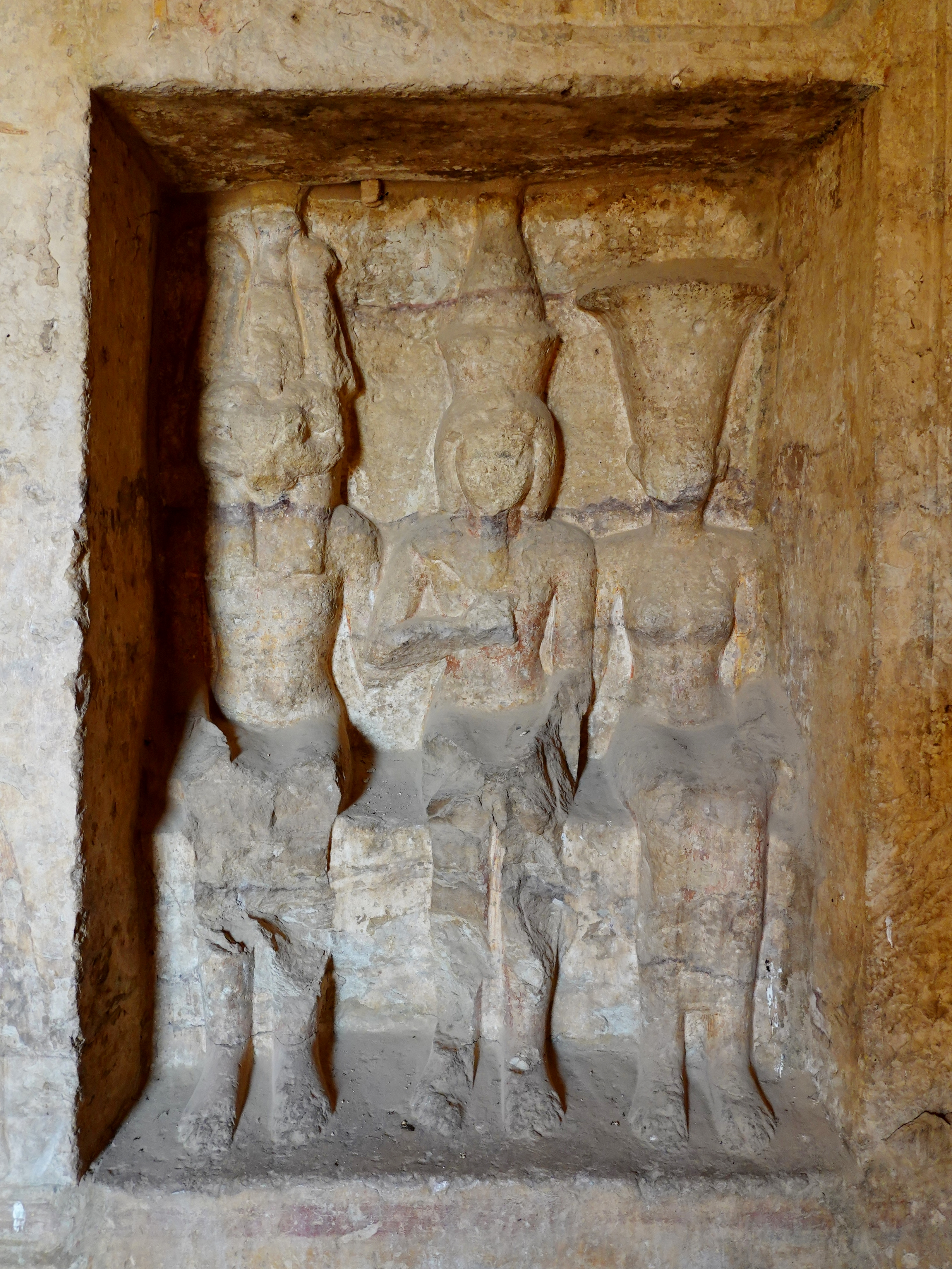
Wandnische mit den Sitzbildern von Chnum, Ramses II. und Anukis

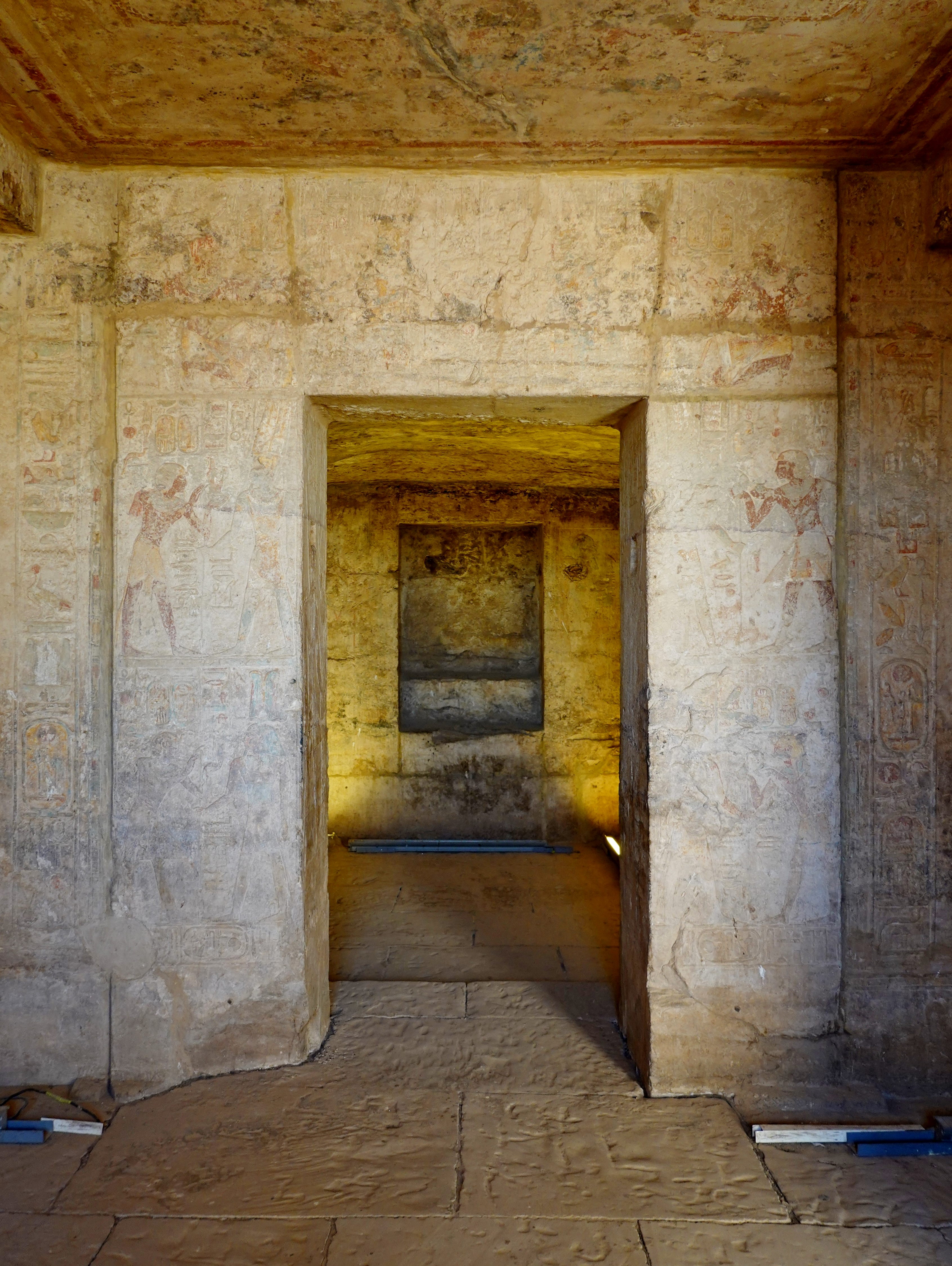
Eingang zum Sanktuar mit der Wandnische der zerstörten Sitzbilder

In die Rückwand des Opfertischraumes sind an den beiden Seiten Wandnischen eingelassen, in denen je drei Sitzbilder aus dem Felsen herausgearbeitet wurden. Die linke, südöstliche Nische zeigt Ramses II. halbplastisch zwischen Horus von Baki (Kubân) und Isis, die rechte oder nordwestliche zwischen Chnum und Anukis. Durch die Position zwischen den Göttern nimmt der König symbolisch die Rolle des himmlischen Kindes des jeweiligen Götterpaares ein. Ach in der Rückwand des 2,8 × 3,6 Meter großen Sanktuars, des „Allerheiligsten“ hinter dem Opfertischraum, befindet sich eine solche Felsnische. Diese ist jedoch leer. Man vermutet, dass bei der Umwandlung des Tempels in eine Kirche durch die Kopten die dortigen Sitzbilder herausgeschlagen wurden, um die Felsvertiefung als Altarnische zu nutzen. Die Reliefs an den Wänden neben der Nische im 1,7 Meter hohen Sanktuar zeigen die Götter Amun-Min und Ptah. Auf der Rückseite, beidseitig des Eingangs, ist Ramses II. dargestellt, wie er links von Anukis und rechts von Isis gestillt wird.

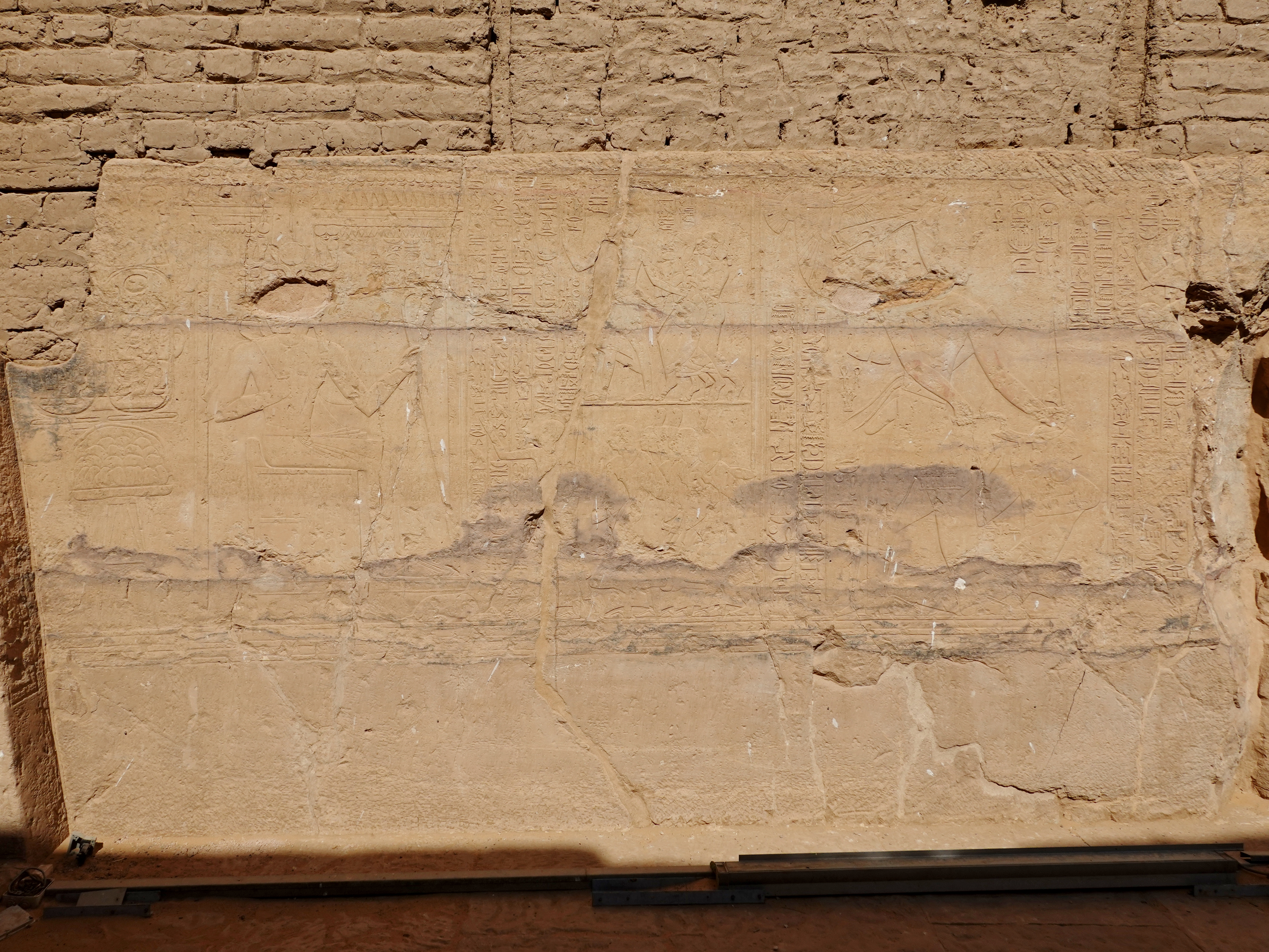
Zwei Szenen des Reliefs an der Nordwestwand der Vorhalle mit den Kartuschen des Geburts- und des Thronnamens jeweils rechts oberhalb des Königs

Der feine Reliefsstil der Vorhalle sowie der Grundriss des Bauwerks unterscheidet Bet el-Wali von den späteren nubischen Tempeln Ramses’ II. südlich von Kalabscha. Ein Teil der Dekoration ist noch im Hochrelief ausgeführt, wie in der Zeit Sethos’ I. üblich, dem Vater von Ramses II. Die meisten der Reliefs sind zwar in das Gestein eingetieft, einige jedoch erhaben ausgearbeitet. Neben dem Reliefstil weist die Darstellung bzw. Nennung nur der ersten vier Söhne des Königs und der Gebrauch des kurzen Thronnamens Ramses’ II., User-maat-Re (Wsr-m3ˁ.t-Rˁ), einer später abgeänderten Frühform, auf eine Bauzeit in den ersten Regierungsjahren Ramses’ II. So lautet der Thronname in den Kartuschen an den Tempeln von Abu Simbel User-maat-Re-setep-en-Re (Wsr-m3ˁ.t-Rˁ-stp.n-Rˁ).
Weitere Indizien für eine frühe Bauzeit sind die Nichterwähnung der Schlacht bei Kadesch im 4. Regierungsjahr Ramses’ II., die in späteren Tempeln breiten Raum einnimmt, sowie die Nennung von Amenemope als Vizekönig von Kusch in den Inschriften, der schon unter Sethos I. im Amt war und bald nach der Herrschaftsübernahme durch Ramses II. von Iuni oder Hekanacht abgelöst wurde. Als Vizekönig könnte er den Bau in Auftrag gegeben oder die Bauausführung beaufsichtigt haben.

## Literatur

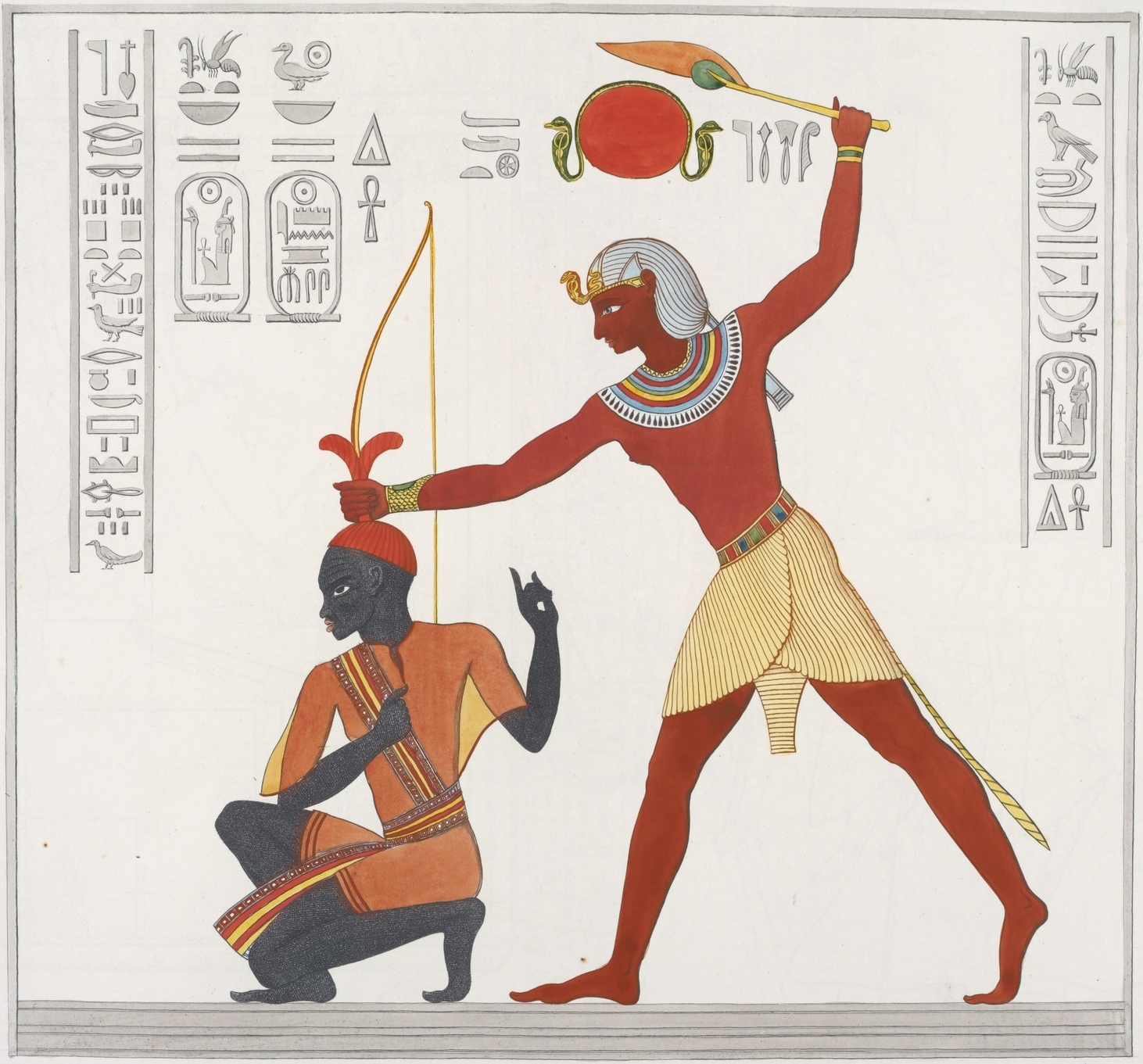
Kolorierte Abzeichnung des Erschlagens des Feindes im Tempel